# Alessandro Poerio (esploratore)
L’Alessandro Poerio è stato un esploratore leggero (e successivamente un cacciatorpediniere) della Regia Marina. Nel 1937 fu ceduto all'Armada Española e ribattezzato Huesca.

## Storia
In origine l'armamento dell'unità avrebbe dovuto essere composto da 4 pezzi da 102 mm ed 8 tubi lanciasiluri da 450 mm, ma durante la costruzione furono apportate le modifiche che risultarono nell'armamento che l'unità ebbe poi al momento dell'entrata in servizio.
Nel corso della prima guerra mondiale la nave fu impiegata soprattutto in missioni di “guerriglia marittima”, dapprima nell'Alto Adriatico e poi nell'Adriatico meridionale. Svolse in tutto 66 missioni di guerra.
Il 30 dicembre 1915 il Poerio prese base a Venezia e compose, insieme ai gemelli Pepe e Rossarol, il II Gruppo Esploratori della IV Divisione Navale.
L'1-2 novembre 1916 il Poerio ed il gemello Pepe, insieme ai cacciatorpediniere Nullo e Missori, furono designati per fornire eventuale supporto all'incursione di MAS nel Canale di Fasana.
Nel corso del 1917 la nave fu sottoposta a lavori di modifica che videro l'installazione di 2 mitragliere contraeree Vickers-Terni da 40/39 mm mod. 1917.
Il 19 ottobre 1917, alle 6.30, l'esploratore lasciò Brindisi insieme al gemello Pepe ed ai cacciatorpediniere Insidioso, Schiaffino e Bronzetti, ponendosi all'inseguimento di un gruppo di navi austroungariche (esploratore Helgoland, cacciatorpediniere Lika, Triglav, Tátra, Csepel, Orjen e Balaton) che erano uscite da Cattaro per attaccare convogli italiani. Helgoland e Lika, non essendo stati trovati convogli, si portarono in vista di Brindisi per farsi inseguire dalle navi italiane ed attirarle nella zona d'agguato dei sommergibili U 32 ed U 40, ma dopo un lungo inseguimento che vide anche alcuni attacchi aerei alle unità nemiche, tutte le navi italiane tornarono in porto senza danni.
Nel corso dell'anno l'unità subì ulteriori modifiche, quali la sostituzione dei cannoni Vickers-Terni da 102/35 mm Mod. 1914 con cinque pezzi del più moderno modello 102/45 Mod. 1917.
Il 10 marzo 1918 la nave appoggiò – insieme agli esploratori Mirabello, Rossarol e Riboty, ai cacciatorpediniere Giacinto Carini e Pilade Bronzetti ed alla squadriglia cacciatorpediniere francese «Casque» – un'azione dei MAS 99 e 100, trainati rispettivamente dai cacciatorpediniere Nievo e Mosto, contro il naviglio austriaco a Portorose: l'operazione, rimandata per via del maltempo, fu nuovamente interrotta il 16 marzo sempre per il tempo avverso e nuovamente l'8 aprile perché la ricognizione aerea aveva accertato che il porto di Portorose era vuoto.
Il 2 ottobre 1918 il Poerio fu in mare insieme alla corazzata Dante Alighieri, agli esploratori Racchia, Rossarol e Pepe ed ai cacciatorpediniere Nievo e Schiaffino per contrastare un eventuale contrattacco di navi nemiche provenienti da Cattaro volto ad impedire il bombardamento di Durazzo da parte di altre unità italiane ed inglesi.
Nel luglio 1921 l'unità fu declassata a cacciatorpediniere. Nel periodo interbellico fu impiegato in varie crociere e missioni di rappresentanza in Mar Nero e Mar Egeo. A seguito di altri lavori di modifica, effettuati nel 1927, venne sbarcata una delle mitragliere da 40/39 mm.
Nel 1933 comandava l'unità il capitano di fregata Ignazio Castrogiovanni.

### L’Huesca
Nell'ottobre 1937, nel corso della guerra civile spagnola, il Poerio fu ceduto, unitamente al gemello Pepe, alla Marina spagnola nazionalista: la nave venne ribattezzata Huesca. La radiazione ufficiale dai ruoli della Regia Marina avvenne tuttavia solo il 5 gennaio 1939.
Pepe e Poerio subirono pesanti ed approfondite modifiche: al termine dei lavori lo scafo risultò essere stato allungato di un metro, il pescaggio da 3,11 calò a 2,8 metri, le 3 caldaie preesistenti furono rimpiazzate con 5 caldaie Yarrow (anche se la velocità si ridusse di un nodo, trattandosi ormai di unità anziane), il dislocamento divenne di 845 tonnellate standard e 911 a pieno carico, l'equipaggio salì a 130 membri; fu rimosso un cannone da 102 mm ed i due pezzi da 40 mm furono rimpiazzati con 2 mitragliere da 37 mm ed altrettante da 20 mm.
Nel maggio 1938, durante la scorta ad alcuni mercantili, Huesca e Teruel (ex Pepe) entrarono accidentalmente in collisione, danneggiandosi a vicenda.
A fine agosto 1938 l’Huesca fu tra le unità che intercettarono il cacciatorpediniere spagnolo repubblicano José Luis Diaz, che stava cercando di forzare il blocco falangista e che dovette rinunciarvi e riparare a Gibilterra. Il 17 ottobre dello stesso anno catturò il motoveliero Arsenio Cañada.
Conclusa la guerra civile, entrambe le navi furono destinate a compiti addestrativi.
L’Huesca rimase in servizio sotto bandiera spagnola sino al 1953, anno della sua radiazione e successiva demolizione.